# Associació Protectora de l'Ensenyança Valenciana
Associació Protectora de l'Ensenyança Valenciana (APEV) fou una associació creada a València el 1934 que va funcionar fins al 1938. La seva finalitat era semblant a l'Associació Protectora de l'Ensenyança Catalana, és a dir, aconseguir l'ensenyament de la llengua catalana a l'escola i l'oficialitat del valencià.

## Orígens

### Context històric i social
Durant el primer terç del segle XX l'Estat i l'Església fomentaven l'ús de la llengua castellana gairebé exclusivament en el sistema educatiu, l'associacionisme popular lluitava per entrar-hi i aconseguir la transformació cultural del país i la construcció d'una consciència social col·lectiva. Els moviments catalanistes van entendre que per assolir-ho calia introduir la llengua pròpia del territori al sistema educatiu. Així, a Catalunya els principals pedagogs impulsen un corrent renovador del sistema educatiu basat en la reivindicació lingüística. Al País Valencià també van aparèixer iniciatives similars però no es va aconseguir trencar el domini de la llengua castellana.
Amb la República s'impulsarà la cooficialitat de les llengües. A Catalunya amb l'Estatut de Núria de 1932, s'inicia el procés que culminarà el 1937 quan es decreta l'obligatorietat de l'ensenyament del català en tots els centres que depenien de la Generalitat. En canvi al País Valencià l'elaboració d'un Estatut, iniciada l'any 1931 i altres intents per aconseguir-lo quedaran truncades per diferents ideologies partidistes. No s'arribarà mai a la cooficialitat i la introducció del valencià a l'ensenyament quedarà molt més limitada que a Catalunya.

### Precedents
El mestre, escriptor i activista valencianista Carles Salvador i Gimeno Arxivat 2017-12-22 a Wayback Machine. (1893-1955) és el promotor i responsable de la creació de l'APEV. Defensor incansable del valencià va prendre com a model les iniciatives del nacionalisme català i proposà la creació d'una associació similar a l'Associació Protectora de l'Ensenyança Catalana.
L'any 1915 l'oficialitat del valencià i el seu ús a l'escola són dues reivindicacions comunes per a diferents entitats valencianistes de l'època. Les relacions de l'APEC amb les entitats del País Valencià són fluides i existeix interès a crear una secció de l'APEC per l'ensenyança valenciana per ambdues parts. El 31 de juliol de 1921 Carles Salvador, durant el II Aplec de l'Assemblea de Solitaris Nacionalistes, presenta el projecte per fundar l'Associació Protectora de l'Ensenyança Valenciana. Rep el suport de la Lliga de Solitaris Nacionalistes, entitats valencianistes i mestres; obre una oficina a Benassal i comença una campanya de difusió del projecte.
Entre les tasques que es proposaven destaquen: la creació d'una editorial pròpia, la provisió de llibres als mestres i alumnes, la subvenció d'escoles i parròquies que ensenyessin en valencià, la promoció de la història i la llengua valenciana amb la convocatòria de diferents concursos i la creació d'escoles valencianes. El projecte quedarà suspès amb la proclamació de la Dictadura de Primo de Rivera.

## L'Associació Protectora de l'Ensenyança Valenciana, una realitat
Amb l'inici de la Segona República es reinicia el projecte.Carles Salvador publica a la revista Avant, del 23 de maig de 1931, un article on denuncia la situació del valencià a l'escola. Fa constar la manca d'entitats que la promoguin i de preparació del professorat, en un moment en què la nova escola republicana no contempla el fet diferencial valencià, alhora que reclama la creació de l'APEV.
Diferents intel·lectuals es manifesten en defensa del valencià i es reprenen les relacions amb l'Associació Protectora de la Llengua Catalana. Concretament el Centre d'Actuació Valencianista i el Centre Nacionalista Valencià contacten amb l'APEC per intentar construir una escola valenciana. Justament un grup de socis del Centre d'Actuació Valencianista (CAV) tindrà un paper important en la fundació de l'APEV el 7 de febrer de 1934. Junt amb Carles Salvador formen el consell directiu: Antoni Tarín i Sales com a president, Enric Orts Arxivat 2017-12-22 a Wayback Machine., Robert Moróder, Enric Valor, Lambert Castelló, Gaetà Huguet, Emili Beüt, Pasqual Asins, Enric Soler i Ismael Roselló Arxivat 2017-12-22 a Wayback Machine.. L'APEV es va adherir a les normes ortogràfiques de Castelló i va començar la seva activitat 

## Activitat
S'inicia l'activitat amb un curs d'Ortografia Valenciana, per correspondència i gratuït, i alhora un Curset de Morfologia, les lliçons es publicaven al setmanari El Camí i es corregien els exercicis rebuts per correu. En el seu primer Butlletí l'APEV detalla els cursos per correspondència que s'impartien i compatibilitza uns 300 alumnes. Es van organitzar concursos de lectura i escriptura; es van dotar de premis els concursos organitzats per altres entitats; i es va donar l'equipament necessari per poder imprimir una revista escolar.
Així mateix, va organitzar anualment la Festa dels Infants on es pronunciaven breus discursos i es repartien llibres entre els nens. L'acció de la Protectora es completava amb conferències -com les lliçons del mestre Salvador-; l'enaltiment o reclamació de l'ús del valencià a diferents entitats; o les diferents publicacions per als mestres.
Però el seu objectiu més important a ser la creació d'una escola valenciana, el projecte s'inicia el setembre de 1935 i pretén crear una escola moderna, activa i nacionalista. El 15 de juny de 1936 s'inaugura l'Escola en Llengua Valenciana, que compta amb un total de 139 alumnes matriculats d'entre 10 i 14 anys. Les sessions didàctiques són diàries i gratuïtes, tenen una durada d'una hora i tracten diferents matèries, totes en valencià. Amb la Guerra Civil les activitats de l'APEV es van espaiant i reduint fins que es dissolt l'any 1938.